# 救恩会
救恩会（Ebenezer Missions，EbM）是美国的一个传教差会。Ebenezer（以便以谢）意为“耶和华帮助我们”（撒母耳记上7:12）。总部威斯康星州沃特敦。
1907年，救恩会来华传教，派遣已来华的南直隶福音会传教士挪心良（W.H.Nowack），建立泌阳县传教站。1919年，救恩会在中国河南省有泌阳县1个传教站，西教士7人，受餐信徒156人。
1935年，救恩会改组为华人教会。